# Дебют Німцовича
Дебют Німцовича — шаховий початок, який починається ходами: 1. e2-e4 Кb8-c6.

## Історія
До турнірної практики цей дебют увів Арон Німцович. Ідея дебюту — з перших ходів зав'язати фігурну боротьбу. Сучасна теорія вважає дебют недостатнім для отримання рівної гри, хоча прямого спростування не існує. В турнірній практиці застосовують рідко. У шаховій літературі іноді його називають «дебют Німцовича-Ларсена». Дебют зустрічався у партіях Бента Ларсена (звідси друга частина назви). В 90-х роках XX століття цей початок часто застосовував оригінальний британський гросмейстер Ентоні Майлс.

## Основні продовження
- 2. Kb1-c3 або 2. Kg1-f3 — намагаючись після 2...е7-е5 звести гру до одного з відкритих дебютів.
- 2. d2-d4
  - 2...d7-d5
    - 3. Kb1-c3 d5:e4 4. d4-d5 Kc6-b8
    - 3. e4-e5 Cc8-f5
    - 3. e4:d5 Фd8:d5 4. Kg1-f3 Cc8-g4 5. Cc1-e3 0-0-0

  - 2...e7-e5
    - 3.d4-d5 Kc6-e7 (з ідеєю Ke7-g6, Cc5, d6, Kf6, 0-0 та контргрою на королівському фланзі)
    - 3.Кf3 (перехід до шотландської партії)
    - 3.d4:e5 Kc6:e5